# Clean
Clean — чистый функциональный язык программирования, поддерживающий основные принципы парадигмы функционального программирования. Для вычислений использует традиционные математические способы вывода значений — унифицированную подстановку и математическую индукцию.

## Характеристики языка
- Ленивые вычисления с возможностью отказа от них в целях оптимизации;
- Чистота;
- Использование функций высшего порядка;
- Ссылочная прозрачность;
- Списковое включение;
- Охраняющие выражения;
- Сборка мусора;
- Каррирование;
- Система типов Хиндли — Милнера (т.е. сильная статическая с выводом типов, включающая абстрактные и алгебраические полиморфные типы данных);
- Модульность;
- Возможность использования библиотек ввода-вывода и создания графического интерфейса пользователя.

Интегрированная среда разработки (IDE) для Windows включена в дистрибутив Clean.
Язык Clean во многом похож (в том числе и синтаксически) на язык Haskell. Главным отличием Clean от Haskell является способ взаимодействия с внешним состоянием (т.е. способ ввода/вывода): вместо монад Clean использует типы, гарантирующие уникальность. Это обеспечивает более высокую эффективность в соответствующих фрагментах кода, т.к. абстрактные структуры данных деструктивно обновляются, а не замещаются.
Транслятор языка Clean использует переписывание и редукцию графов и порождает нативный код относительно высокой эффективности (то обгоняя Haskell, то отставая от него), используя Си в качестве промежуточного языка. 

## Примеры
Hello, world!:
```
 
module
 
hello

 
Start
 
::
 
{
#
Char
}

 
Start
 
=
 
"Hello, world!"

```

Факториал:
| module factorial import StdEnv fac 0 = 1 fac n = n * fac (n-1) // Найти факториал 10 Start = fac 10 | module factorial2 import StdEnv fac 0 = 1 fac n = prod [1..n] // Произведение чисел от 1 до n // Найти факториал 6 Start = fac 6 |

Числа Фибоначчи:
```
  
module
 
fibonacci

  
fib
 
0
 
=
 
0

  
fib
 
1
 
=
 
1

  
fib
 
n
 
=
 
fib
 
(
n
 
-
 
2
)
 
+
 
fib
 
(
n
 
-
 
1
)
 

  
Start
 
=
 
fib
 
7

```

Инфиксный оператор:
```
  
(
^
)
 
infixr
 
8
 
::
 
Int
 
Int
 
->
 
Int

  
(
^
)
 
x
 
0
 
=
 
1

  
(
^
)
 
x
 
n
 
=
 
x
 
*
 
x
 
^
 
(
n
-1
)

```

В этом объявлении описывается, что функция является правоассоциативным инфиксным оператором с приоритетом 8: это означает, что x*x^(n-1) эквивалентно x*(x^(n-1)) в противоположность (x*x)^(n-1). Этот оператор предварительно определён в StdEnv, стандартной библиотеке Clean.

## Как работает Clean
Вычисления основаны на переписывании  и редукции графов. Константы, такие как числа, представляют собой графы, а функции — формулы перезаписи графа. Это, в сочетании с компиляцией в машинный код, делает программы, написанные на Clean и использующие высокий уровень абстракции, работающими относительно быстро. Это подтверждается тестами  Computer Language Benchmarks Game.

## Компиляция
1. Исходные файлы (.icl) и файлы определений (.dcl) транслируются в Core Clean, базовый вариант Clean, на Clean.
2. Core Clean преобразуется в независимый от платформы байт-код (.abc), который реализован на Си и Clean.
3. Байт-код преобразуется в объектный код объекта (.o) с использованием Си.
4. Объектный код объекта связывается с другими файлами в модуле и системой времени выполнения и преобразуется в обычный исполняемый файл.

Ранее версии Clean были полностью написаны на языке C во избежание проблем с раскруткой компилятора.
Система SAPL компилирует Core Clean на JavaScript и не использует байт-код ABC.

## ABC-машина
Чтобы закрыть промежуток между Core Clean, функциональным языком высокого уровня и машинным кодом, используется ABC-машина. Это императивная абстрактная машина для перезаписи графов. Генерирование конкретного машинного кода из абстрактного кода ABC является относительно небольшим шагом, поэтому с помощью ABC-машины гораздо проще генерировать код для нескольких архитектур.
ABC-машина имеет необычную модель памяти . Она имеет хранилище графа, чтобы сохранять отредактированный граф во время перезаписи. Стек A (Argument — аргументы) хранит аргументы, относящиеся к узлам в хранилище графов. Таким образом, аргументы узла могут быть переписаны, что необходимо для сопоставления образцов. Стек B (Basic value — основные значения) содержит основные значения (целые числа, символы, числа и т. д.). Хотя это и не является строго необходимым (все эти элементы могут быть узлами в хранилище графов), использование отдельного стека намного эффективнее. Стек C (Control — управление) содержит адреса возвратов для управления потоком.

## Платформы
Clean имеет версии для Microsoft Windows, macOS и Linux.
Некоторые библиотеки недоступны для некоторых платформ. Например, ObjectIO,  доступна только для Windows и macOS. Функция записи динамиков в файлы доступна только для Windows.

## Синтаксические различия с Haskell
Синтаксис Clean очень похож на Haskell с некоторыми заметными отличиями:
| Haskell                                         | Clean                                         | Remarks                       |
| ----------------------------------------------- | --------------------------------------------- | ----------------------------- |
| [ x \| x <- [1..10] , isOdd x]                  | [ x \\ x <- [1..10] \| isOdd x]               | Списковое включение           |
| x:xs                                            | [x:xs]                                        | Оператор cons                 |
| data Tree a = Empty \| Node (Tree a) a (Tree a) | :: Tree a = Empty \| Node (Tree a) a (Tree a) | Алгебраический тип данных     |
| (Eq a, Eq b) => ...                             | ... \| Eq a & Eq b                            | class assertions and contexts |
| fun t@(Node l x r) = ...                        | fun t=:(Node l x r) = ...                     | as-patterns                   |
| if x > 10 then 10 else x                        | if (x > 10) 10 x                              | if                            |

В основном, у Haskell больше синтаксического сахара, чем у Clean.